# Tonkatsu
Tonkatsu (Nhật: 豚カツ (豚勝) (đồn thắng)/ とんかつ/ トンカツ hoặc とんカツ, phát âm [toŋkatsɯ]; "thịt lợn cốt lết") còn được gọi là thịt lợn chiên xù kiểu Nhật hay thịt heo cốt lết tẩm bột là một món ăn Nhật Bản bao gồm một miếng thịt lợn chiên giòn tẩm bột, đây là một món ăn phổ biến ở Nhật, chúng thuộc típ thịt chiên xù. Món ăn này từ Bồ Đào Nha mà du nhập vào Nhật Bản và ban đầu nó được coi như một loại yōshoku tức là một dạng ẩm thực phương Tây xuất hiện từ cuối thế kỷ 19 đầu thế kỉ 20 và được gọi là Katsuretsu (côtelette) hoặc đơn giản là Katsu (カツ  côte). Thuật ngữ "Tonkatsu" (katsu là thịt sườn) được gọi từ những năm 1930.

## Lịch sử
Katsu ban đầu chỉ làm từ thịt bò, còn từ thịt lợn thì mới xuất hiện từ năm 1890 tại một nhà hàng phía Tây ở Ginza, Tokyo. Phiên bản thịt lợn được phát minh tại Nhật Bản vào năm 1899 tại một nhà hàng mang tên Rengatei ở Tokyo. Với nguyên liệu là miếng thịt cốt lết từ lưng lợn, thái thành những lát dày 2–3 cm roi bôi vụn bánh mì, chiên trong dầu, sau đó dùng với nước sốt, cơm và salad rau củ của Nhật Bản (chủ yếu là bắp cải). Hai loại thịt chính là thịt phi lê và thịt thăn. Tonkatsu thường được phục vụ với bắp cải thái nhỏ.
Tonkatsu đã phổ biến rộng rãi và gắn liền với sự phát triển của văn hóa Nhật suốt những năm qua và ngày nay món ăn này thường được đi kèm với cơm, súp miso, Tsukemono (dưa muối) trong phong cách ẩm thực của người Nhật Bản và được ăn bằng đũa. Gần đây, vài nơi có xu hướng thưởng thức món ăn này với nước sốt ponzu mang hương vị truyền thống Nhật hơn cùng với củ cài mài thay vì sốt tonkatsu thông thường. Tonkatsu còn hay được kẹp vào ăn kèm với sanwich (katsu sando) hoặc với cà ri (katsu kare) và còn có thể thưởng thức tonkatsu cùng với trứng và một thố cơm như món katsudon – bữa trưa với một tô thức ăn đầy.

## Đặc điểm

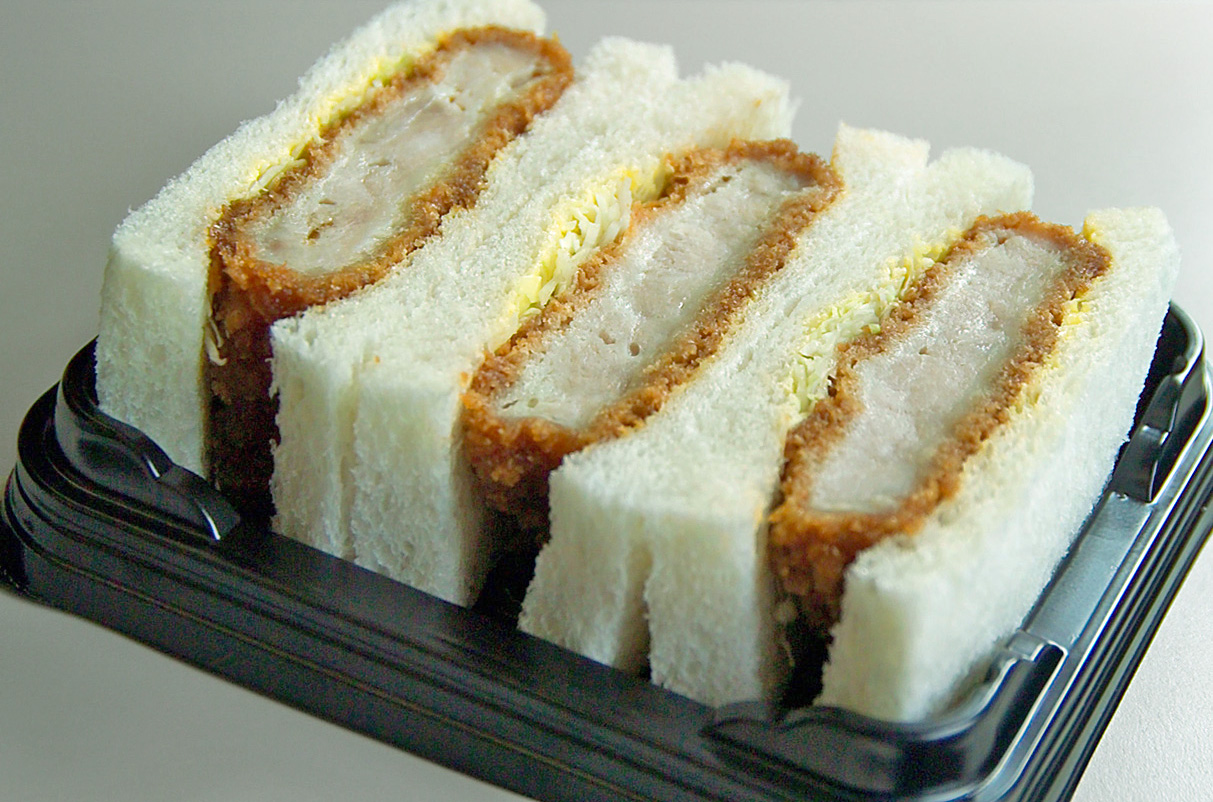
Katsu-sando (カツサンド), a tonkatsu sandwich, served as an ekiben

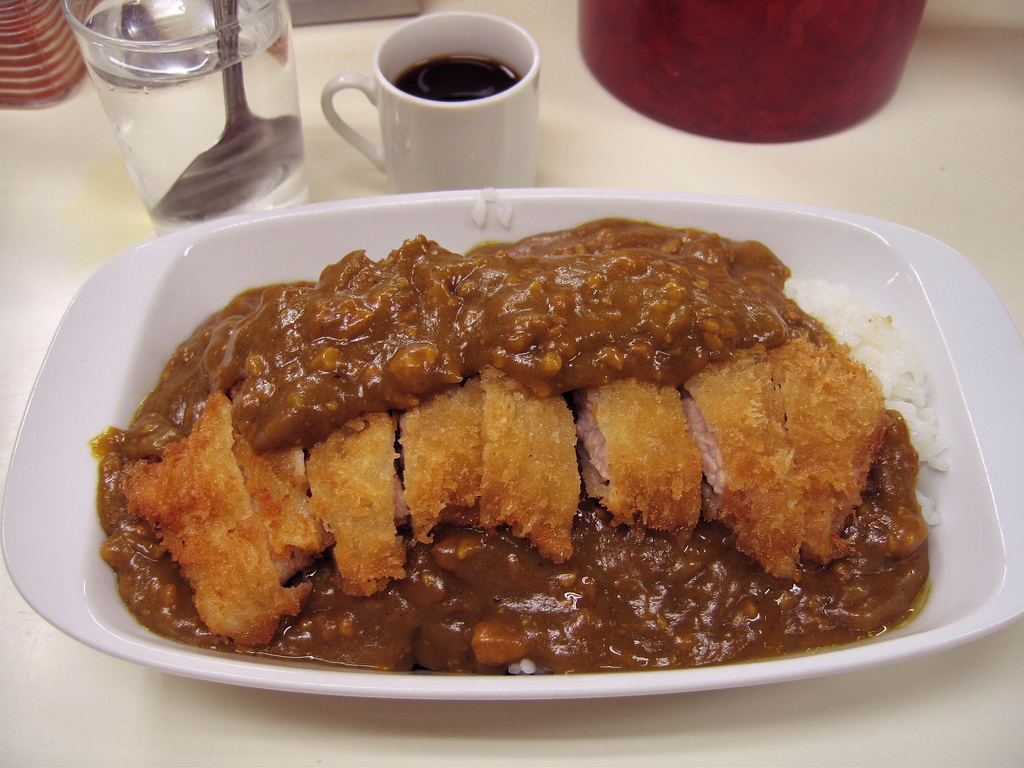
Katsukarē

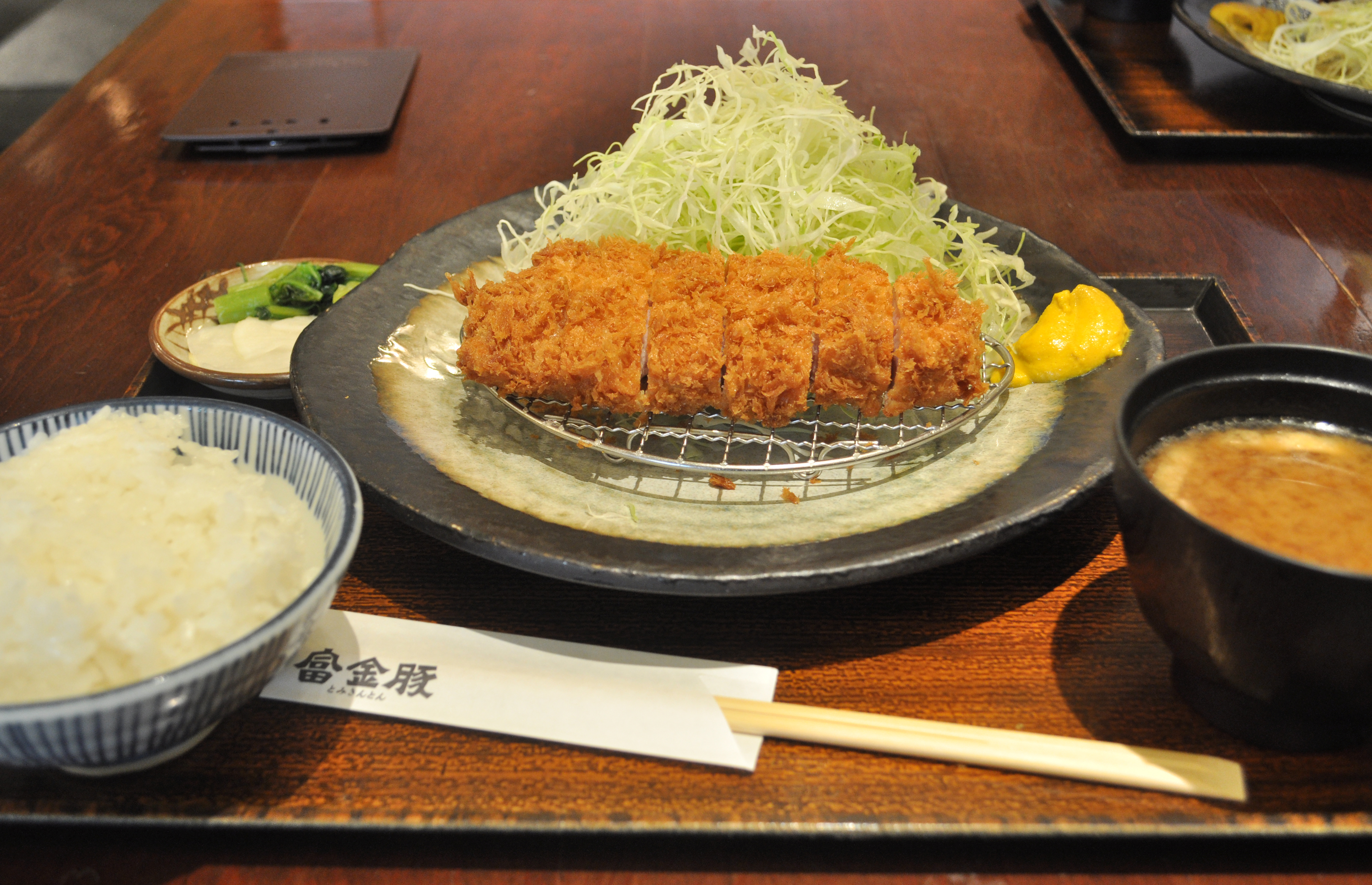
Tonkatsu

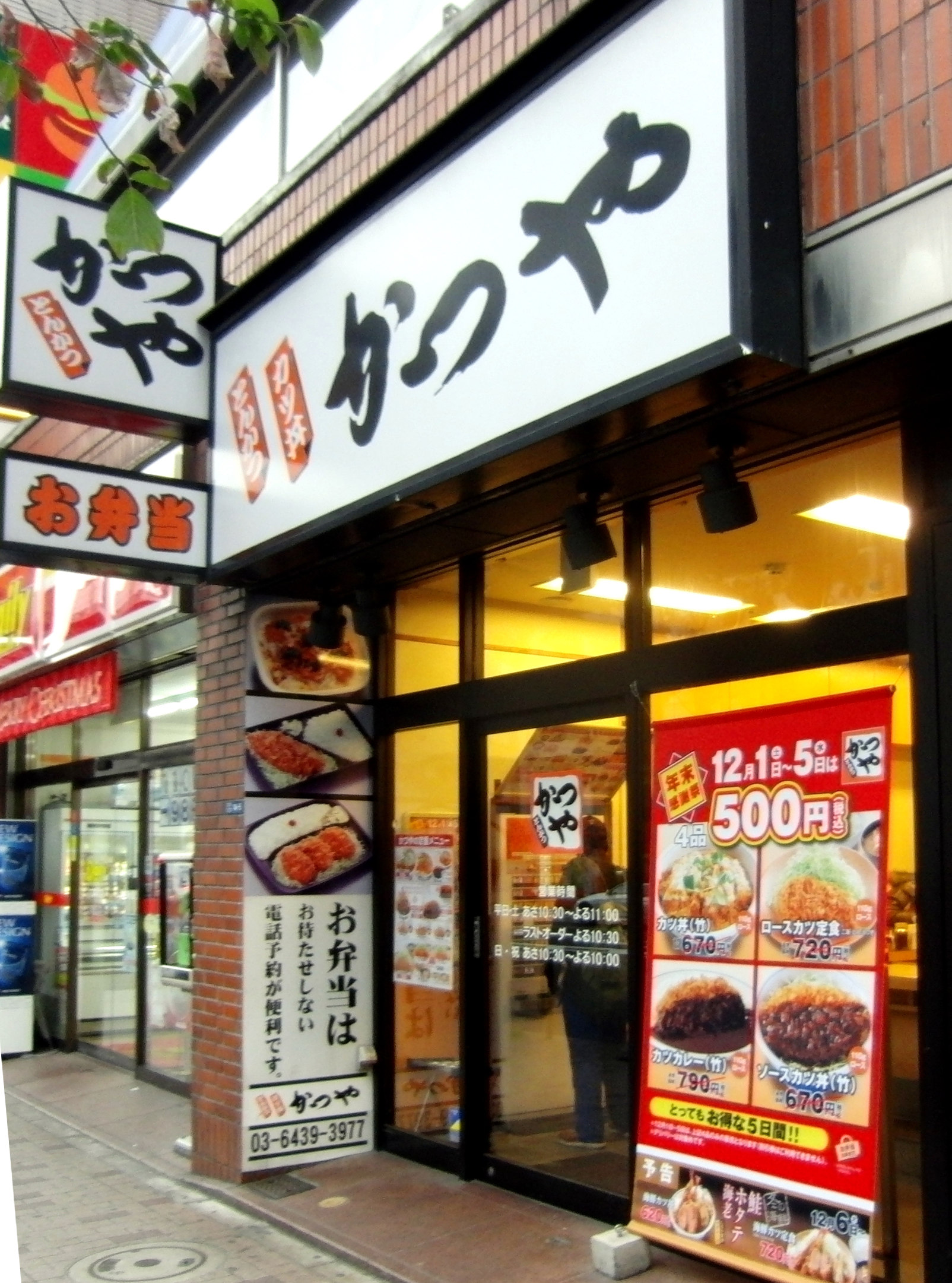
Tonkatsu restaurant "かつや" in Tokyo, Japan

Thịt heo chiêu xù kiểu Nhật ra đời vào cuối thế kỷ 19 và là một món ăn phổ biến tại Nhật. Nguyên liệu bao gồm một gói bột chiên, thịt thăn lợn dày từ một đến hai centimet và được thái lát thành những miếng vừa ăn, thường được ăn kèm với bắp cải và súp miso, cũng có thể dùng phần thịt lườn và thịt lưng.
Thịt sẽ được ướp muối, tiêu và được rắc nhẹ một lớp bột mì, sau đó nhúng vào trứng và tẩm bột chiên xù trước khi cho vào rán,  những miếng thịt heo được rán chìm trong chảo dầu nóng, chiên xù tới độ giòn tan và ánh lên màu vàng nâu hấp dẫn, sau đó, nó lại phủ lên một lớp nước sốt ngọt thơm và cay dịu.
Món tonkatsu được ăn kèm với loại sốt mang hơi hướm giao thoa với ẩm thực phương Tây, được làm từ những trái táo tươi là nguyên liệu chủ yếu và món sốt này được gọi là sốt tonkatsu (tonkatsu sosu) hay sosu (nước sốt), và thường có lớp váng mỏng karashi phủ bên trên (loại mù tạt của Nhật) và thực khách còn có thể điểm thêm một lát chanh hoặc có thể dùng nước tương. Ở Nagoya và những vùng lân cận, miso katsu, thì tonkatsu đặc biệt được ăn kèm với sốt miso. Cũng có thể làm món tonkatsu thêm phần đa dạng bằng cách kẹp vào giữa miếng thịt miếng bơ hay lá shiso, cũng có thể cho cả konnyaju vào để có vị như mong muốn.